# Alicia Franck
Alicia Franck, née le 4 décembre 1994 à Lochristi, est une coureuse cycliste belge. Spécialiste du cyclo-cross, elle court également sur route et en VTT. 

## Biographie

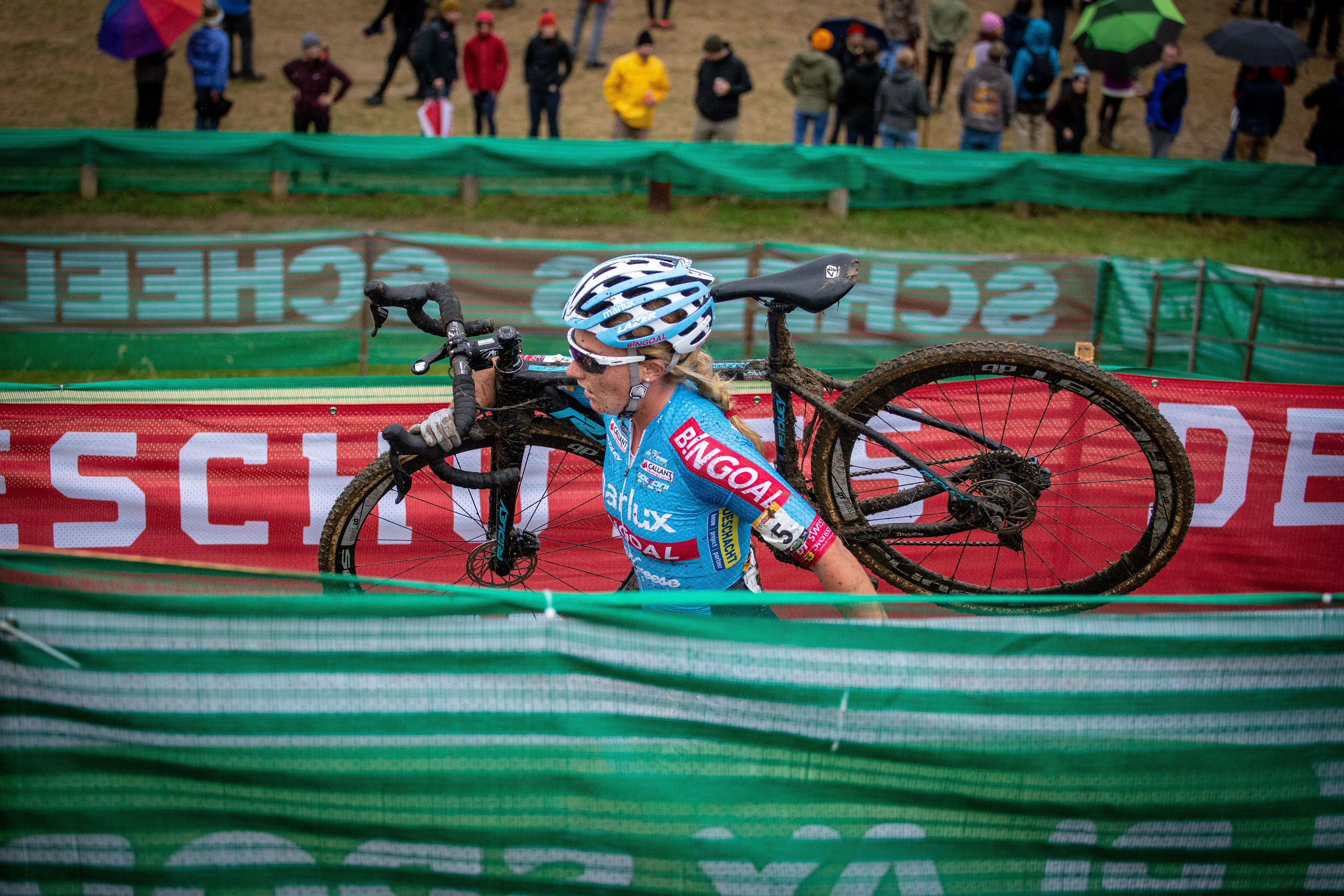
Alicia Franck lors du Jingle Cross 2018.

En 2012, elle s'illustre en VTT en devenant championne de Belgique de cross-country juniors (moins de 19 ans). En 2015, elle se classe troisième du championnat de Belgique de cross-country chez les élites. L'année suivante, elle termine deuxième derrière Githa Michiels.
À partir de l'hiver 2015-2016, elle participe également à des compétitions de cyclo-cross. Lors de la saison 2016-2017, elle est sélectionnée pour les championnats d'Europe de cyclo-cross à Pontchâteau et pour les championnats du Monde à Bieles. Elle termine 17e à ces deux championnats. Lors du championnat de Belgique de cyclo-cross, elle prend la sixième place. 
En 2017, elle obtient avec mention un baccalauréat en conception mécanique et technologie de production à l'Université des Sciences Appliquées Odisee à Gand. Au cours de son stage au Bike Valley Windtunnel et de son projet final, elle étudie l'aérodynamique chez les cyclistes. À l'été 2017, elle rejoint l'équipe de cyclo-cross Marlux-Bingoal, mais se casse la clavicule, puis elle se fracture le péroné en octobre. En novembre 2018, elle annonce avoir une infection de mycoplasmes.
Elle court pour Experza-Footlogix en 2019. Au cours de la saison 2019-2020, elle gagne la première manche du National Trophy Series et de la Toi Toi Cup, ainsi que le cyclo-cross d'Otegem. Elle atteint également le top dix à plusieurs reprises lors de différentes courses UCI et des championnats. En octobre 2022, ell rejoint l'équipe belge De Ceuster-Bonache Cycling Team.

## Palmarès en cyclo-cross
- 2017-2018
  - 5e du championnat d'Europe de cyclo-cross
- 2018-2019
  - 8e du championnat d'Europe de cyclo-cross
- 2019-2020
  - National Trophy Series #1, Derby
  - Toi Toi Cup #1, Mladá Boleslav
  - Cyclocross Otegem, Otegem
- 2020-2021
  - 3e du championnat de Belgique de cyclo-cross
  - 9e du championnat d'Europe de cyclo-cross
- 2021-2022
  - Kermiscross, Ardooie
- 2022-2023
  - 3e du championnat de Belgique de cyclo-cross
- 2023-2024
  - Varberg Cyclocross, Varberg
  - Grand Prix Ostrava, Ostrava
  - 10e du Superprestige
- 2024-2025
  - HSF System Cup #1, Ostrava
  - Grand Prix Ostrava, Ostrava
  - 6e du championnat d'Europe de cyclo-cross

## Palmarès en VTT
- 2012
  -  Championne de Belgique de cross-country juniors
- 2013
  - 3e du championnat de Belgique de cross-country
- 2014
  - 3e du championnat de Belgique d'enduro
- 2015
  - 3e du championnat de Belgique de cross-country
- 2016
  - 2e du championnat de Belgique de cross-country
- 2023
  - 2e du championnat de Belgique de cross-country

## Palmarès sur route
- 2025
  - 1re étape du Tour de Feminin (contre-la-montre par équipes)

### Classements mondiaux
| Année                                 | 2020 | 2021 | 2022  |
| ------------------------------------- | ---- | ---- | ----- |
| Classement UCI                        | 725e | nc   | 1155e |
|                                       |      |      |       |
| Légende : nc = non classéSource : UCI |      |      |       |